# Lycosa canescens
Lycosa canescens este o specie de păianjeni din genul Lycosa, familia Lycosidae, descrisă de Schenkel, 1963. Conform Catalogue of Life specia Lycosa canescens nu are subspecii cunoscute.